# Josias Simler

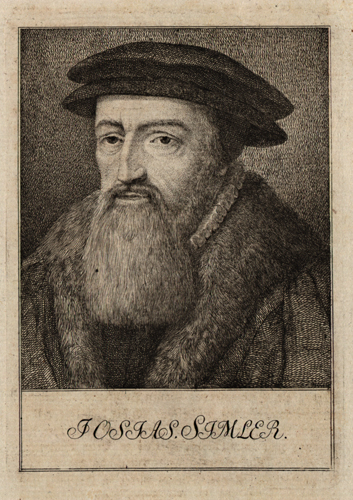
Josias Simmler (Stich aus dem 18. Jahrhundert)

Josias Simler (auch Josias Simmler; * 6. November 1530 in Kappel am Albis; † 2. Juli 1576 in Zürich) war ein Schweizer reformierter Theologe und Historiker, bekannt unter anderem durch seine Werke zur Schweizer Landeskunde und Geschichte.

## Abstammung
Seine Eltern waren Peter Simler (1486–1557), Konventuale und Prior im Kloster Kappel am Albis, und dessen Ehefrau Anna Huser († 1555). Sein Grossvater war Rudolf Simler (1449–1534), Schultheiss von Rheinau. Seine Schwester Margaretha (* 1541) war mit dem Pfarrer in Embrach, Hans Frey († 1569), verheiratet.

## Leben

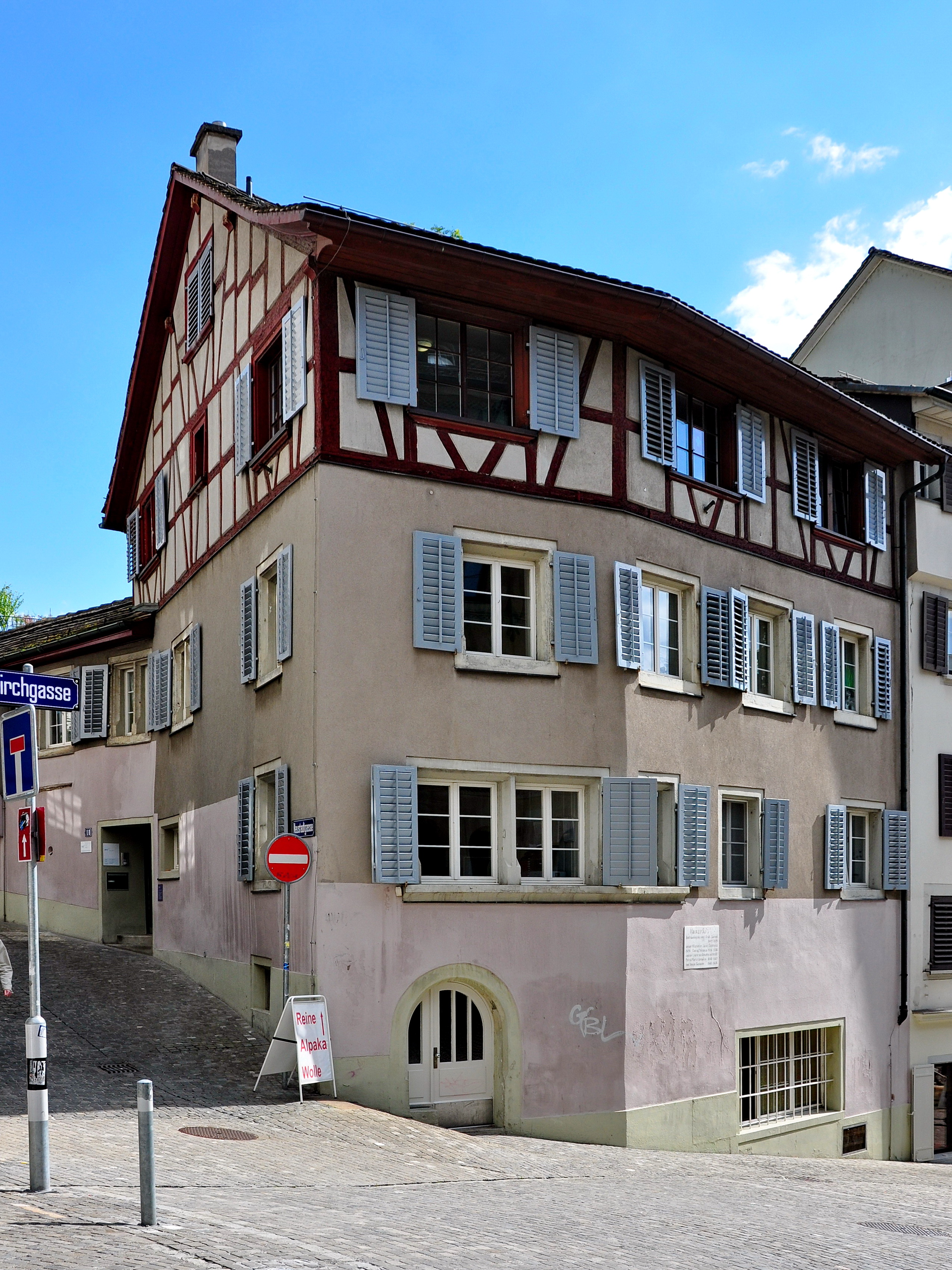
«Haus zur Sul»: Amtswohnung von Ulrich Zwingli (1522–1525) und seiner Mitarbeiter Jacobus Ceporinus (1526), Conrad Pelicanus (1526–1556) und der Lehrer am Grossmünsterstift, Petrus Martyr Vermilius (1556–1562) und Josias Simmler (1563–1576).

1544 ging Josias Simler nach Zürich, um unter seinem Paten und Förderer Heinrich Bullinger zu studieren. 1546 setzte er sein Studium in Theologie, Sprachen und Naturwissenschaften in Basel und 1547 bis 1549 in Arithmetik und Geometrie in Strassburg fort. Danach schloss er in Zürich sein Theologiestudium ab, arbeitete als Pfarrer und zwischendurch als Mathematiklehrer für Conrad Gessner. 1552 wurde er in Zürich Professor am Carolinum für Exegese des Neuen Testaments, 1560 für Theologie. In diesem Jahr übernahm er vorübergehend den Lehrstuhl des entlassenen Theodor Bibliander. 1563 wurde er anstelle des verstorbenen Peter Martyr Vermigli Professor für Altes Testament. 
Ab 1555 begann er die Bibliotheca universalis von Conrad Gessner neu herauszugeben. In seinem Werk De Alpibus commentarius von 1574, welches das erste Werk war, das sich umfassend mit den Alpen befasste, sammelte er alle Informationen über das Gebirge aus den Werken verschiedener anderer Autoren versehen mit Anmerkungen aus eigener Anschauung. Er entwickelte dabei neue Einsichten über das Wesen der Lawinen, den Unterschied von Firn und Eis, die niedrige Temperatur grosser Höhen sowie den Pflanzenendemismus der Alpen.
Simler schrieb zudem weitere Werke über die Schweizer Landeskunde, wie De Republica Helvetiorum (Abriss der Chronik von Johannes Stumpf, 1547/48) oder Vallesiae Descriptio. Ausserdem beriet er Ulrich Campell bei der Abfassung seiner Raetiae alpestris topographica descriptio (Topographische Beschreibung des alpinen Rätiens/rätischen Alpenlandes. Chur 1573). Ihm zu Ehren ist das Simler-Schneefeld in der Antarktis benannt.

## Familie
Josias Simler heiratete 1551 Elisabeth Bullinger (1532–1565), eine Tochter der Reformators Heinrich Bullinger (1504–1575) und der Anna Adlischwyler († 1564). Nach ihrem Tod heiratete er im Jahr 1566 Magdalena (1550–1625/26), Tochter des Pfarrers Rudolf Gwalther (1519–1586) und der Regula Zwingli (1524–1565). Er hatte drei Söhne:
- Josias (1567–1588), Pfarrer, starb als Feldprediger im Kriegszug Heinrichs von Navarra
- Rudolf (1568; † 15. Februar 1611), Dr. med. in Montpellier, von 1601 bis 1611 Professor für Logik und Rhetorik in Zürich
- Kaspar (1574–1611), Goldschmiedemeister in Zürich

Seine Tochter Dorothea (* 1571) heiratete Kaspar Waser (1565–1625), Professor für Theologie in Zürich, sein Enkel aus dieser Ehe war der Zürcher Antistes Hans Caspar Waser (1612–1677).

## Werke

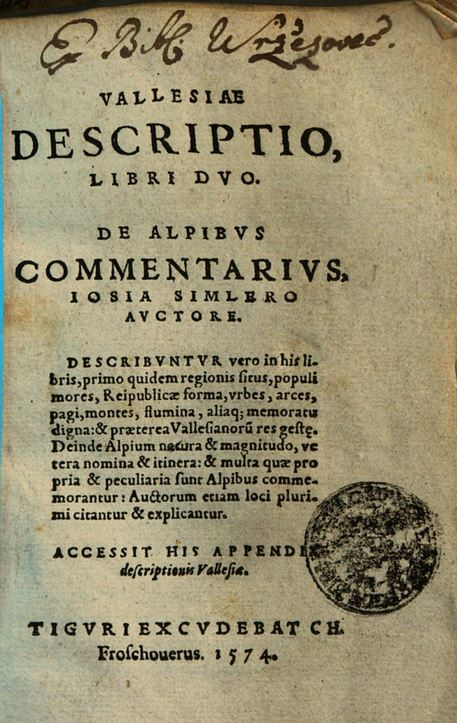
De Alpibus commentarius 1574

- Oratio de vita et obitu clarissimi viri et praestantissimi theologi D. Petri Martyris Vermilii. Zürich 1563 (Nekrolog auf Petrus Martyr Vermilius).
- Vita clarissimi philosophi et medici excellentissimi Conradi Gesneri. Zürich 1566 (Nekrolog auf Conrad Gessner).
- De aeterno Dei filio. Zürich 1568 (Über den ewigen Gottessohn).
- Vallesiae descriptio, libri duo: de alpibus commentarius (Beschreibung des Wallis. Zwei Bände. Kommentar zu den Alpen). Zürich 1574.
  - Neuausgabe/Übersetzung: De Alpibus commentarius. Die Alpen. Bearb., übers., erläutert und eingeleitet v. Alfred Steinitzer. Mit einhundertzwölf Abbildungen. Gesellschaft Alpiner Bücherfreunde, München 1931, OCLC 504343489.
- Narratio de ortu, vita et obitu reverendi viri D. Henrici Bullingeri, Tigurinae Ecclesiae pastoris. Zürich 1575 (Nekrolog auf Heinrich Bullinger).
- Regiment Gemeiner loblicher Eydgnoschafft. Zürich 1576.
- De Republica Helvetiorum Libri duo. Zürich 1577 (Zwei Bücher über die Schweizer Republik).